# Сунь Фэнъу
Сунь Фэнъу́ (кит. упр. 孙凤武; род. 1 марта 1962 года в Хуайане, Цзянсу, КНР) — бывший китайский баскетболист, капитан национальной сборной. С ростом 183 см выступал на позиции разыгрывающего защитника. В настоящее время — тренер женской сборной Китая. Один из первых китайских баскетболистов, которые получили признание на международной арене.

## Карьера

### Карьера игрока
Профессиональная карьера игрока началась в 1970 году. В 1979 году Сунь попал в молодёжную сборную провинции Цзянсу по баскетболу. В 1982 году начал тренироваться под руководством известного тренера Цянь Чэнхая, занимавшегося с мужской сборной. В последующие 10 лет стал неизменным капитаном национальной сборной, выиграл с ней шесть чемпионатов Азии, трижды выступал на летних Олимпийских играх. На своей позиции обладал хорошим видением площадки, хорошей техникой броска, контролем мяча, игрой в обороне, а также организовывал атаки своей команды.

### Карьера тренера
После завершения игровой карьеры Сунь Фэнъу переехал в Сингапур, где стал главным тренером национальной команды Сингапура по баскетболу. В 1996 году стал главным тренером команды «Цзянсу Дрэгонс», в 1998 году переехал в Пекин, где занимал пост президента команды «Бэйцзин Цзинши». С 2002 года принимает участие в подготовке сборных, первоначально это была женская молодёжная команда, которая удачно выступила на чемпионате мира среди молодёжных команд, завоевав бронзовую медаль. В 2005 году тренировал мужскую молодёжную команду Китая. С 2007 года — главный тренер женской сборной Китая по баскетболу.

## Достижения

### Индивидуальные
- Самый ценный игрок Олимпиады в своем виде спорта : 1983
- Символическая сборная Чемпионата Азии по баскетболу : 1983 (номинация: Лучший игрок оборонительного плана)
- Награда «50 лучших спортсменов КНР» : 1999